# Giovanni Battista Bracelli (pittore)

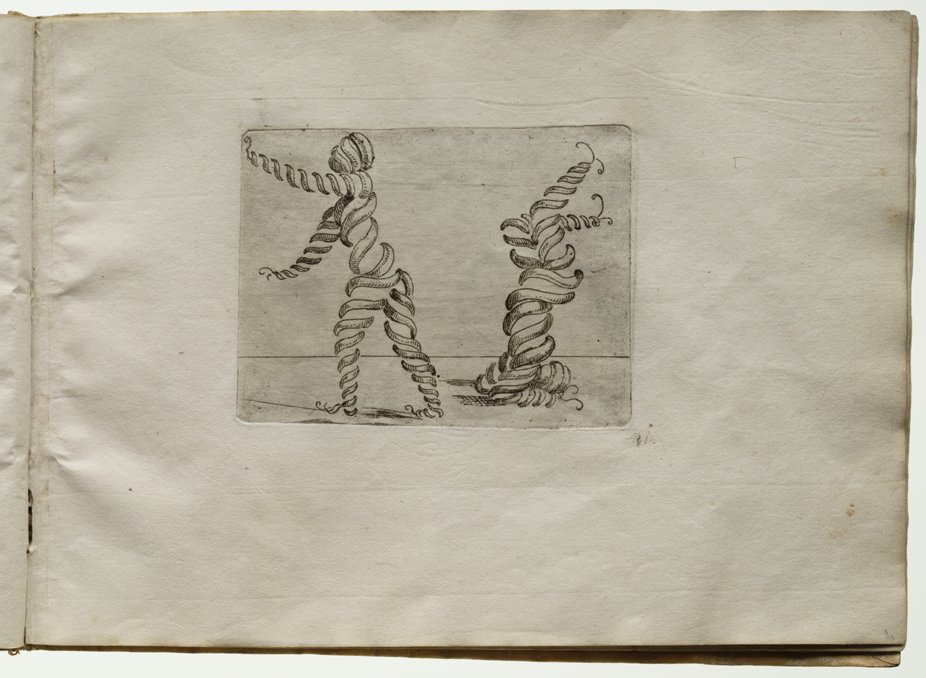
Bizzarie di Varie Figure, 1

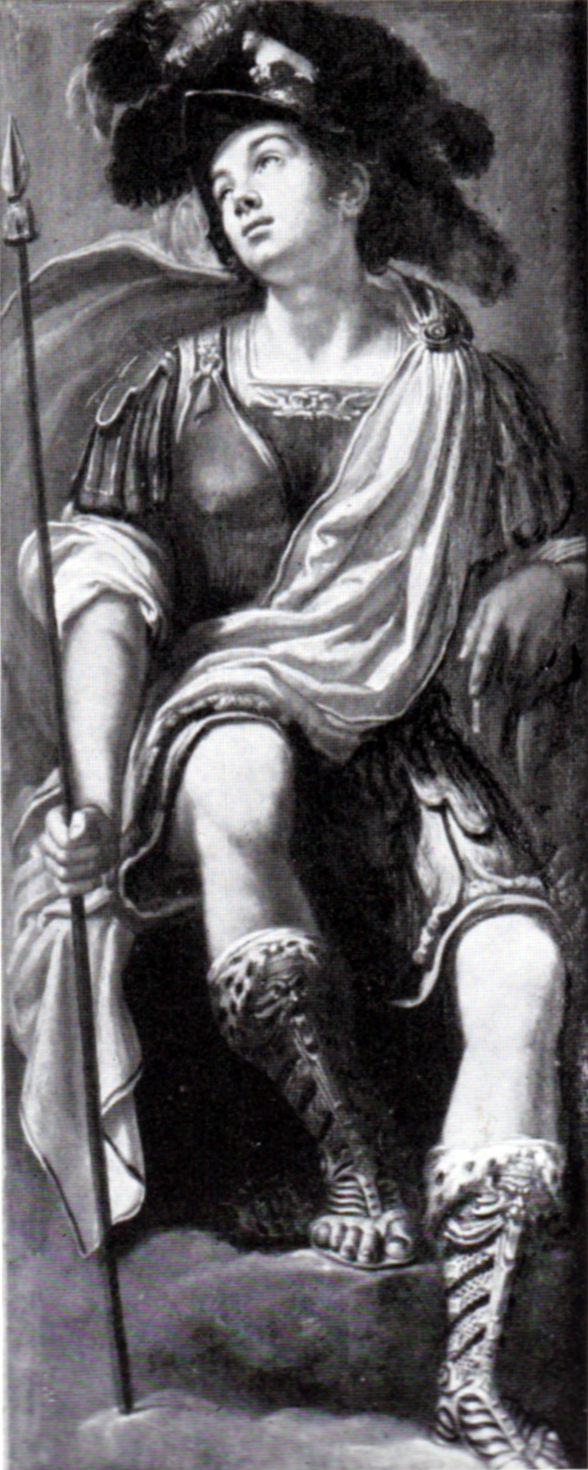
Giovan Battista Bracelli, L'onore

Giovanni Battista Bracelli, noto anche con le grafie Brazzè o Braccelli e col soprannome Il Bigio (Firenze, 1584? – 1650?), è stato un incisore e pittore italiano.

## Biografia
Allievo di Jacopo da Empoli, risulta attivo a Firenze e Livorno fra il 1616 e il 1635. Come pittore lo si trova tra i giovani artefici del soffitto della Galleria di Casa Buonarroti, con la tela che rappresenta la virtù Onore (1616-17): è l'immagine di un giovane, seduto e stretto in un'antica armatura, che guarda verso l'alto. Ha dipinto una pala con il Miracolo di san Benedetto, ora nel Seminario Arcivescovile Maggiore di Firenze, proveniente dallo scomparso oratorio di San Benedetto Bianco.

### Bracelli incisore
La sua fama è tuttavia legata soprattutto al lavoro come incisore, in particolare a una raccolta di incisioni satiriche, intitolata Bizzarie di varie figure ed edita nel 1624 a Livorno, in cui si firma "pittore fiorentino", ad avvalorare la sua identificazione con l'autore delle opere suddette.
Le Bizzarrie consistono in immagini fantasiose di uomini costruiti con attrezzi da cucina, o con molle, scatole, rombi,  piume, o catene a sezione quadrata. Esseri immaginari, disossati, al massimo della schematizzazione, che stupiscono per invenzione, ma anche per equilibrio delle forme: eccezionalmente simili ai moderni "robot", hanno fatto di Bracelli un curioso precursore delle figure del cubismo e del surrealismo, assieme a rari ed eccentrici artisti come Giuseppe Arcimboldo e Luca Cambiaso.
Non esiste tuttavia documentazione che Bracelli abbia conosciuto l'opera di Arcimboldo, che è esaltazione ironica della golosità e dello sfarzo gastronomico, mentre nelle incisioni di Bracelli una secchezza angolosa, o una rotondità pura, oppure un oggetto di uso comune si sostituiscono alle forme umane, asciugate della carne e delle ossa. Bracelli potrebbe invece essere venuto a contatto con disegni di Luca Cambiaso che aveva portato avanti gli studi di Michelangelo, tesi ad adattare la figura dell'uomo all'interno di un cubo, considerato figura geometrica perfetta. Questi disegni erano noti, perché ne furono tratte riproduzioni xilografiche. Nell'ambito dei pittori manieristi si dibatteva su come il cubo rappresentasse in sé la raffigurazione armonica. Altra ispirazione probabile sono i costumi e le movenze degli attori della Commedia dell'Arte - in particolare le maschere di Arlecchino e del Capitano - che erano molto presenti, con il loro teatro, nella Toscana del tempo.
Non ci aiuta il silenzio degli antichi biografi che, se pure citano Bracelli, lo liquidano con poche e vaghe parole; né ci aiutano gli sudi più recenti, perché Bracelli è tra i "dimenticati". 

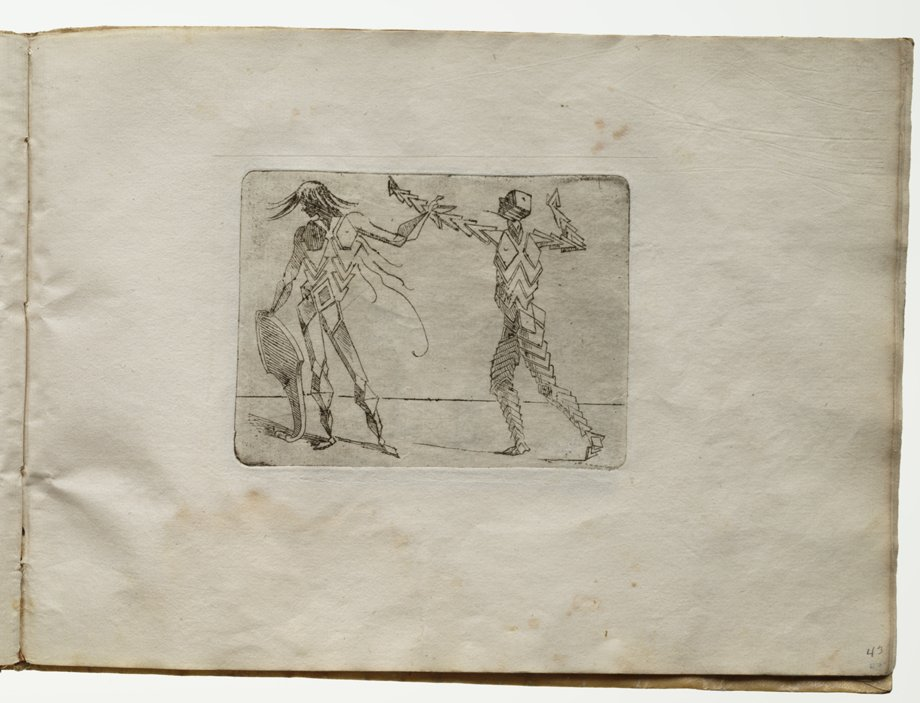
Bizzarie di Varie Figure, 2

La sua opera, come incisore all'acquaforte, fu riscoperta grazie a un articolo, pubblicato nel 1928 da L'Amateur d'estampes; nel 1929 l'argomento fu ripreso da Kenneth Clark, su Print Collector's Quarterly. Il poeta e saggista rumeno Tristan Tzara, legato al surrealismo e al dadaismo, pubblicò nel 1963 il fac-simile delle Bizzarie, tratto dall'esemplare esistente nella collezione Rosenwald (Biblioteca del Congresso) che, tra i sei esemplari segnalati, sembra l'unico completo.
Alcune incisioni di Bracelli rappresentano alfabeti figurati, o figure "boscherecce" composte di foglie e di frutti stilizzati, o sirene con coda da serpente, avvinghiate ai rami di alberi: un mondo senza colori, fantasioso, inquietante. Il Gabinetto dei Disegni e Stampe degli Uffizi possiede una serie di incisioni singole, datate 1630, con personaggi surreali che suonano immaginari strumenti musicali a corda, utilizzando lame di coltelli al posto degli archetti; oppure suonano una "tromba marina" - rappresentata come uno strumento a forma di remo oppure di cono - con un vero archetto da violino.
Nelle pitture di Bracelli si notano elementi stilistici analoghi a quelli delle incisioni, quali la costruzione geometrica di alcuni dettagli e la stilizzazione delle pieghe degli abiti, dentro i quali il corpo umano scompare.

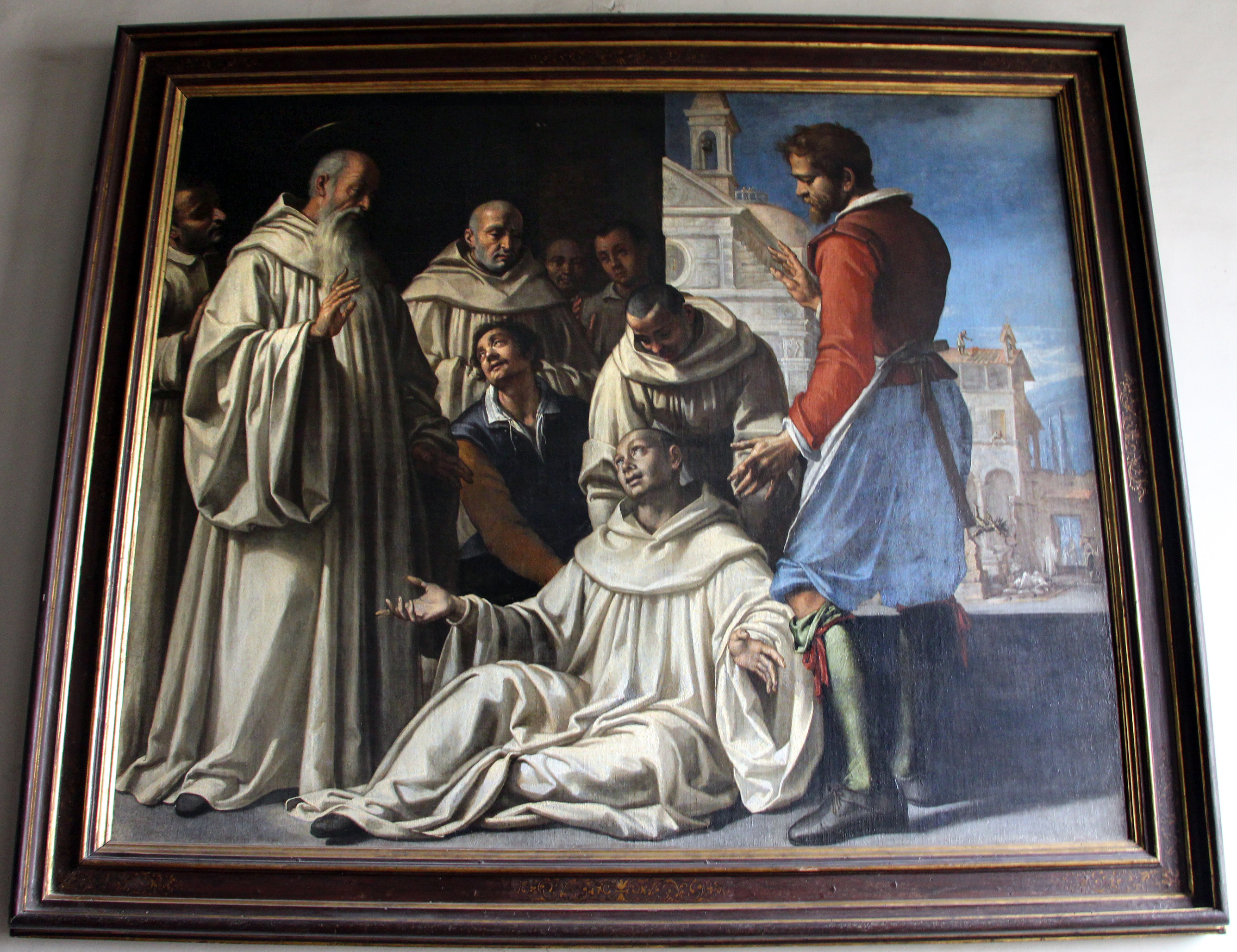
Giovan Battista Bracelli, Miracolo di san Benedetto

Un omonimo Giovanni Battista Bracelli, genovese, è stato pittore; ma la sua arte si discosta di molto, nello stile, da quella dell'artista fiorentino.

### Elenco incisioni
- Bizzarie di Varie Figure, Livorno, 1624, 50 incisioni, dedica a Pietro de' Medici (National Gallery of Art, Washington e Biblioteca del Congresso)
- Figure con Instrumenti Musicali e Boscharecci, 1630, 21 incisioni

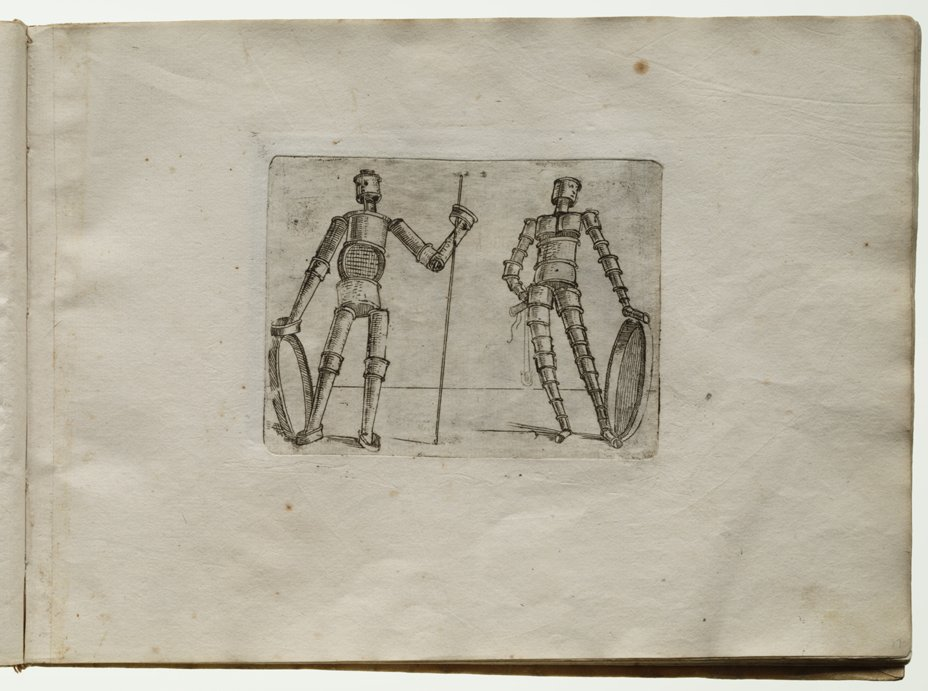
Bizzarie di Varie Figure, 3

- Baldacchino di San Pietro
- Statua di san Longino
- Statua della Veronica
- Attila alle porte di Roma
- Scene bacchiche